# 白元喆
白 元喆（ペク・ウォンチョル、韓国語：백원철、1977年1月10日 - ）は、韓国出身の元ハンドボール選手。ポジションはバックプレーヤー。

## 経歴
韓国体育大学校卒業後、1999年に日本ハンドボールリーグの大同特殊鋼へ加入。
2002年にスイスのプファディー・ヴィンタートゥールへ移籍。
2004年に大同特殊鋼へ復帰した。
2008年11月2日の琉球コラソン戦で通算700得点を達成。
2009年12月12日の琉球コラソン戦で通算800得点を達成した。
2009-10年シーズン終了後に大同特殊鋼を退団。

## 詳細情報

### 年度別成績
| 年      | チーム     | 試合 | フィールド 得点 | 率   | 7m    | 合計   | 警告 | 退場 | 失格 |
| ------- | ---------- | ---- | --------------- | ---- | ----- | ------ | ---- | ---- | ---- |
| 2007-08 | 大同特殊鋼 | 15   | 69/127          | .543 | 14/17 | 83/144 | 1    | 1    | 0    |
| 2008-09 | 大同特殊鋼 | 17   | 70/108          | .648 | 10/13 | 80/121 | 0    | 0    | 1    |
| 2009-10 | 大同特殊鋼 | 13   | 57/103          | .553 | 8/8   | 65/111 | 4    | 2    | 0    |

- 2006-07年シーズン以前の成績はランニングスコアが公開されていないため省略

### 通算成績
| JHL：9年 | フィールド 得点 | 率   | 7m      | 合計     |
| -------- | --------------- | ---- | ------- | -------- |
| JHL：9年 | 694/1273        | .545 | 116/143 | 810/1416 |

### 表彰・タイトル

#### 日本ハンドボールリーグ
- 最優秀選手賞：3回 (2000年・2005年・2006年)
- 最高殊勲選手賞：3回 (2005年・2007年・2008年)
- 殊勲選手賞：1回 (2004年)
- ベストセブン賞：7回 (2000年・2001年・2005年・2006年・2007年・2008年・2009年)
- 得点王：2回 (2000年・2005年)
- フィールド得点賞：1回 (2000年)
- 7mスロー得点賞：1回 (2005年)

#### 日本選手権
- 最優秀選手：1回 (2000年)

#### 実業団選手権
- MVP：2回 (2006年・2009年)
- ベストセブン：2回 (2005年・2007年)